# Făt-Frumos
Făt-Frumos o Infante Hermoso en español (del rumano făt: hijo, infante; frumos: hermoso) es un héroe caballero en la mitología rumana, presente habitualmente en los cuentos de hadas. 

## Características
Similar al Príncipe azul, posee atributos esenciales como la valentía, la puridad, el sentido de la justicia, la fortaleza física y espiritual, la destreza, la pasión, y el amor inquebrantable. Făt-Frumos tiene también una mínima habilidad en realizar milagros, así como el respeto firme a las promesas que hace a su rey. En algunos cuentos, es tan precoz que puede llorar incluso antes de nacer, aunque esta habilidad podría tener un simbolismo aparte.
Făt-Frumos es normalmente el más pequeño entre los hijos de un rey. En los cuentos del folclore rumano es algo común que todos los hijos de un rey intenten derrotar al Zmeu o al Balaur, los hijos mayores fallando antes del éxito del pequeño.
Făt-Frumos tiene que pasar por pruebas y obstáculos que superan la habilidad de un hombre habitual. Con dignidad, siempre lleva sus misiones a un buen fin. Él lucha en contra de monstruos demoniacos y personajes malevolentes (zmeu, balaur, Mumă Pădurii, etc.). Viaja tanto por esta tierra (esta esfera), como por "el otro mundo" (tarâmul celălalt), cabalgando sobre su Calul năzdrăvan ("Caballo Mágico"), que es también su consejero. 
Durante sus viajes, Făt-Frumos a menudo tiene que superar un dilema mayor, relacionado con la ruta correcta que debería seguir, y tiene que elegir entre dos opciones negativas. En un cuento, una vez preguntada acerca del camino correcto, una anciana le responde "Si vas a la derecha, acabarás en desgracia; si vas a la izquierda, también acabarás en desgracia" (esto se puede comparar con los cuentos rusos "El zarévich Iván, el Pájaro de Fuego y el Lobo Gris" o "El caballero valiente, las manzanas de la juventud, y el agua de la vida", pero ahí el héroe, si bien tiene que elegir entre opciones con aspectos negativos, estas se pueden distinguir). Según Victor Kernbach, esta situación de elegir entre dos males iguales, evoca la condición histórica del pueblo rumano, cuya patria se vio siempre cruzada y amenazada por poderes enemigos, y la población nativa tuvo que elegir entre la alianza con el enemigo o la lucha constante contra él. 
Făt-Frumos es también una figura que aparece en la Cultura de Rumania y la literatura rumana. Aparece como personaje en cuentos o poemas escritos por autores célebres, como Mihai Eminescu, Tudor Arghezi, o Nichita Stănescu. Como síntoma de la ironía del pueblo rumano para consigo mismo, Făt-Frumos aparece también en algunos chistes rumanos contemporáneos, aunque menos frecuente que Bulă o los políticos importantes del momento.